# アンフェア the end
『アンフェア the end』（アンフェア ジ エンド）は、2015年9月5日に全国東宝系で公開された日本映画。監督・脚本は佐藤嗣麻子、主演は篠原涼子。
2006年に関西テレビと共同テレビの企画・制作により、フジテレビ系列で放送されたテレビドラマ『アンフェア』の劇場版3作目。2011年公開の映画第2作『アンフェア the answer』の続編でありシリーズ完結編。

## 制作
刑事であった父の死の真相を追うために警察官となった女性刑事・雪平夏見が、次々と引き起こされる難事件に立ち向かうドラマ・映画アンフェアシリーズの劇場版最終作。前作の黒幕・村上とその父である検事総長の連続殺人事件をきっかけに、雪平の父の死の本当の真相、そして国家権力に巣食う「組織」との最後の戦いが描かれていくストーリーとなっている。

### 封切り
全国328スクリーンで公開され、2015年9月5日・6日の土日2日間で観客動員21万4198人、興行収入2億9456万4500円を記録し、映画観客動員ランキングで初登場1位を獲得した（興収では『テッド2』が3億620万9300円で1位となった）。
2015年9月17日時点で、観客動員数75万人を超え、興行収入10億円を突破した。
2015年10月7日の公開33日間までの観客動員数は157万人を超え、興行収入20億円を突破した。
興行収入23億6000万円を記録。

## ストーリー
亡き元夫・佐藤和夫の命と引き替えにUSBメモリに隠されていた機密データを手に入れた雪平であったが、それをただ公開しても意味はないと、最も有効な形で使用するための協力者を探すものの見つけられずにいた。時を同じくして東京地検特捜部の村上とその父親が殺害されたとの報が入り、その被疑者として監視カメラの映像からシステムエンジニアの津島が拘束される。最高検察庁監察指導部の武部からの呼び出しで、警察庁・検察庁・裁判所全てに潜む「闇の組織」の追及への協力を要請されていた雪平は、彼女を取調官に指名した津島の「『組織』の存在を掴み告発しようとして、無実の罪に嵌められた」との主張を聞き入れ、彼の逃走の手引きを行う。
警察病院を経て脱走した2人は津島のアジトに向かい彼が持つデータを手に入れ、そこで10年前に彼の父が無実の罪で収監された後に自殺したという過去を共有する。そして彼が告発先として手配していた2人のジャーナリストたちの元に向かうが、2人はいずれも組織の暗殺者の手によって謀殺されてしまう。さらに2人目の殺害現場に駆け付けた武部が実は組織の人物であり、津島と別れていた雪平は武部とその手下達の騙し討ちに遭い、二重スパイとして潜り込んでいた三上の抵抗も虚しく雪平と三上は捕らえられてしまう。武部の手下たちの手により山路が銃撃され、三上が一条に射殺されるなど仲間たちが次々と危害を加えられ、ついには娘の美央の命までもが奪われそうになったことで、雪平は津島の居場所を白状することを決意する。
美央の命を救うべく自らの手で津島の殺害に向かう雪平だったが、自らの命を犠牲にしてまでも信念を貫こうとする津島の訴えに共に逃げることを決め、駆け付けた一条の手引きを得て脱出に成功する。津島は組織の追跡を逃れるべく国外への亡命を決意し、そして津島から彼女の父親に関するデータを渡された雪平は、父を殺害した真の犯人は一条であり、その後の雪平を常に監視するよう命じられていたことを知るが、父の敵を討つと言う長年の誓いを前にし、また一条の「お前になら殺されてもいい」という言葉を受けながらも、芽生えた彼への思いから引き金を引けず涙を流す。
そして翌日、雪平は津島を亡命させるべく、東京国際ビルの38階にあるエルドニア共和国の大使館を目指し足を進める。検問の監視を潜り抜けビルにまでは辿り着いたものの、先回りして待ち伏せていた武部たちに見つけられ、銃撃を受けた津島が重傷を負う。しかし一条や山路・小久保らの助けもあり、2人はついに大使館にまで到着する。そして自身の持つメモリの入ったペンダントを託しその場を去ろうとする雪平だったが、その時背後から津島に拳銃を向けられ、直後に駆け付けた一条が銃撃戦の末に致命傷を負い地面に倒れる。津島は裏で武部と繋がっており、彼の父の無念を晴らしたいという想いを武部に利用され、事件の再審を執り行うことを条件に雪平の持つUSBメモリの奪還と彼女の殺害を命じられていたのだった。互いに銃を構える雪平と津島だったが、雪平は津島の正義を信じ、後のことを全て託すと告げ銃を降ろす。そんな彼女の「最後まで人を信じてしまう」心こそが弱さなのだと語り引き金を引く津島、そして銃弾を受け倒れる雪平だったが、その間際に最後の力を振り絞って一条が放った弾丸により津島もまた致命傷を負い、命を落とす。
後を追った山路と小久保が大使館に到着した時、そこに雪平の姿はなく、津島の胸のペンダントはケースが開き中身が持ち去られていた。そして全てが終わった後、外国語の飛び交うホテルの一室では、日本の裁判所・検察・警察に跨る大規模な不正スキャンダルの告発がテレビのトップニュースを流れていた。そして未だ満身創痍ながらも部屋のシャワーを浴びていた雪平は、無言の笑みを天井へと向けるのだった。

## キャスト
雪平 夏見（ゆきひら なつみ）
演 - 篠原涼子
警視庁刑事部捜査一課殺人犯捜査六係 警部補。
大酒飲みで、“無駄に美人”。同じく刑事だった父親を殺した犯人を捜すうちに、ついに国家を裏で操る権力組織から機密データを手に入れる。その「闇」が詰まった機密データを武器に、最も有効な反撃方法と協力者を探している。
津島 直紀（つしま なおき）
演 - 永山絢斗
システムエンジニア。かつて不正により無実の罪で収監された父が出所後に自殺した経緯から、父の無念を晴らすために行動する。作中では度々「正義」への強い想いを口にする。
事件当日に村上克明のマンションに出入りしていた監視カメラの映像から村上親子殺害事件の被疑者として逮捕され取り調べを受けるが、実は勤務先で偶然「組織」の不正のデータを発見したことで、告発の準備を進めていたところを被疑者にでっち上げられてしまったと反論する。警察で唯一信用出来る人間として雪平を呼び出して脱走の手引きを求め、共に逃亡する。
美央を人質に取られた雪平に拳銃を向けられた際は、自身の犠牲をも厭わず告発の計画の引き継ぎを雪平に要求した。その後国外亡命の意思を明かし、彼女の援護を受けて東京国際ビル38階のエルドニアの大使館を目指す。途中武部の部下の銃撃を受け重傷を負うも、雪平の「お前の正義を信じている」という励ましを受け、ついに大使館へと到着する。
しかし実は裏で武部の指示を受けて操られており、父の無念を晴らしたいという一心な想いを利用され、事件の再審実施を条件に雪平が持つメモリの奪還と彼女の抹殺を指示されていた。一条の元へ向かおうとする雪平を射殺しようとするも、駆け付けた一条に阻止された隙に自身も雪平の銃を向けられる。それでもなお彼を信じると告げる雪平に対し、その優しさこそが弱さなのだと告げ引き金を引くが、直後に最後の力を振り絞った一条の銃撃を受け絶命する。
一条 道孝（いちじょう みちたか）
演 - 佐藤浩市
元・北海道警西紋別署刑事課長。雪平の元恋人で、前作で雪平の元夫である佐藤和夫を殺害した。三上と同じく「組織」側の人間で、権力組織の汚れ仕事を一手に引き受ける殺し屋である。
前作で拘置所内で自殺したかと思われていたが生存しており、雪平もそのことを薄々感付いていた。作中冒頭で雪平に捜査情報の見返りにボディーガードを引き受けると持ち掛けるも、拒否される。その後雪平と三上が捕らえられた際には、武部の命令で三上を射殺するが、雪平と娘の美央には危害が及ばないように立ち回っており、雪平と津島がアジトから逃げる際には組織を裏切って逃走を手助けした。
作中最大の謎であった「雪平の父を殺害した真犯人」であり、その後は組織の命令で彼女を常に監視していたが、そのうちに彼女への情が芽生えるようになり「お前になら殺されてもいい」とまで告げるようになる。終盤の東京国際ビルでの一幕では雪平を手助けし、帰順した素振りを見せて武部に再度接近し射殺した。そして雪平を殺害しようとした津島と撃ち合いになるも、胸部に銃弾を受け致命傷を負う。しかしなおも最後の力を振り絞り、津島を銃撃し雪平の殺害を阻止した後に息絶える。
三上 薫（みかみ かおる）
演 - 加藤雅也
警視庁刑事部鑑識課検視官 警視。
鑑識としての能力もさることながら、射撃を得意とし深い洞察力も持っている。やたらと捜査会議で口を出したがる癖は相変わらず。本編の終了後は雪平の事実上の相棒を務める。
前作の終盤で「組織」側の人間であったことが判明し、新たな「ボス」の下で捜査情報を流すなど雪平の捜査を妨害する。しかし実際には最初から雪平側の人間であり、「組織」の手から雪平を守るために潜り込んでいたというのが真相であった。武部らと共に騙し討ちで雪平を捕らえると見せかけて彼女を逃がそうとするも捕縛され、雪平の尋問の際に武部の指示を受けた一条によって射殺される。
山路 哲夫（やまじ てつお）
演 - 寺島進
元・警視庁捜査一課管理官で、現在は所轄の刑事。雪平の元上司。
雪平が逃亡した後、武部に捕縛された雪平を脅迫する目的で彼の部下に銃撃されるも、命中した箇所が長年愛用のライター越しであったことから何とか一命を取り留め復帰する。その後は小久保と共に雪平らの逃亡をサポートした。
小久保 祐二（こくぼ ゆうじ）
演 - 阿部サダヲ
警視庁捜査一課課長。雪平の上司。
雪平の単独行動に頭を痛めているのは相変わらずで、ボールペンのノックが前回より速くなっている。
雪平が逃亡したことで、特捜部長から彼女の「生死を問わない」身柄の引き渡しを要求される。その後山路が特捜部長の制止を振り切って雪平の援護に向かった際は、彼と共に雪平の逃亡を手助けした。
武部 将臣（たけべ まさおみ）
演 - AKIRA（EXILE）
最高検察庁監察指導部に所属する検察官。
村上親子の殺害事件に際して、以前に克明と接触していた雪平と面会し、指導部が「組織」の正体を追っていることを明かし事件解決への協力を要請する。
その正体は自らが「組織」の中でもかなり高い地位の人物であり、雪平の尋問のために部下たちに躊躇無く関係者の殺害を命じる他、雪平が津島を射殺した（と思われた）際には高笑いを上げるなど、他者の命を奪うことに何の躊躇いもないサディスト。雪平を騙し討ちで捕らえ、周囲の者たちに次々と手を掛け津島の居場所を引き出そうとした。終盤で東京国際ビルにて先回りし、待ち受けていた雪平たちを部下たちを動かし追い詰めるが、寝返っていなかった素振りを見せ近づいた一条にエレベーター内で銃撃戦の末、射殺される。
特捜部長
演 - 吉田鋼太郎
東京地検特捜部長。身内である村上元検事総長を殺害されたことで、何としてでも起訴すべく津島の強引な身柄の引き渡しを要求する。しかし手配しながら何度も逃走する雪平に業を煮やし、彼女の「生死を問わない」身柄の引き渡しを小久保に要求する。
村上 克明（むらかみ かつあき）
演 - 山田孝之
東京地検特捜部検事。元検事総長・村上成明の息子であり、前作では自身の正義感からスタンドプレーで雪平と行動を共にしていると見せかけていたが、実は組織側の人間であり雪平を監視すると共にデータの在り処を探っていた。作中冒頭で何者かの手により、成明共々殺人事件の被害者となる。
村上 成明（むらかみ なりあき）
演 - 寺田農
元・検事総長で、克明の父。息子と共に殺人事件の被害者となる。殺害される前は「組織」のトップを務めていた人物であるが、三上からは死後「国に対する理念も思想もあった」と評されるなど、彼なりの信念に基づいて行動していたことが描かれている。なお配役の寺田は劇場版第一作における警視総監役を務めているが、この警視総監と村上成明とは別人であり全くの無関係である。
雪平 美央（ゆきひら みお）
演 - 向井地美音
雪平夏見の一人娘。

## スタッフ
- 原作 - 秦建日子『推理小説』（河出書房新社）
- 監督・脚本 - 佐藤嗣麻子
- 音楽 - 住友紀人
- 主題歌 - 三代目 J Soul Brothers from EXILE TRIBE「Unfair World」（rhythm zone）[10]
- 製作 - 横澤良雄、石原隆、瀧藤雅朝、市川南、港浩一
- エグゼクティブプロデューサー - 臼井裕詞
- プロデューサー - 豊福陽子、梶本圭、稲田秀樹
- アソシエイトプロデューサー - 吉條英希、小川英洋
- ラインプロデューサー - 森太郎
- 撮影 - 佐光朗
- 照明 - 加瀬弘行
- 美術 - 佐久嶋依里
- 録音 - 阿部茂
- 編集 - 穂垣順之助
- 音響効果 - 柴崎憲治
- VFXスーパーバイザー - 石井教雄
- スクリプター - 巻口恵美
- 装飾 - 岩間洋
- スタントコーディネーター - 釼持誠
- 監督補 - 山本透
- 助監督 - 佐野友秀
- 製作担当 - 樫崎秀明
- 制作プロダクション - 共同テレビジョン
- 製作 - 2015 アンフェア製作委員会（関西テレビ放送、フジテレビジョン、ジャパン・ミュージックエンターテインメント、共同テレビジョン、東宝）
- 配給 - 東宝

## 関連商品

### サウンドトラック
- アンフェア the end オリジナル・サウンドトラック（2015年9月2日発売、rhythm zone）

### Blu-ray・DVD
- アンフェア the end スタンダード・エディション（1枚組・2016.3.2）
  - 映像特典 予告編集、CM集
  - 音声特典 オーディオコメンタリー（篠原涼子×佐藤嗣麻子監督×稲田秀樹プロデューサー MC：笠井信輔フジテレビアナウンサー）
- アンフェア the end スペシャル・エディション（2枚組・2016.3.2）
  - 本編ディスクはスタンダード・エディションと同様
  - 特典ディスク収録内容
    - メイキング・オブ・アンフェア the end〜さよなら 雪平夏見
    - 公開記念特番「アンフェアな出演者マジ飲み暴露大宴会SP」
    - イベント映像集（完成プレミア、初日舞台挨拶、大ヒット御礼舞台挨拶）

  - 封入特典 40Pブックレット
  - 特製アウターケース

## テレビ放送
| 回数 | テレビ局   | 番組名（放送枠名） | 放送日         | 放送時間      | 放送分数 | 視聴率 |
| ---- | ---------- | ------------------ | -------------- | ------------- | -------- | ------ |
| 1    | フジテレビ |                    | 2017年3月27日  | 21:00 - 23:24 | 144分    | 7.8%   |
| 2    | フジテレビ | 土曜プレミアム     | 2018年11月17日 | 21:00 - 23:10 | 130分    |        |

- 視聴率はビデオリサーチ調べ、関東地区・世帯・リアルタイム。